# Miles Teller
Miles Alexander Teller, ameriški igralec, * 20. februar 1987, Downingtown, Pensilvanija, ZDA
Teller je ameriški igralec, najbolj poznan po vlogah jazzovskega bobnarja Andrewa Neimana v filmu Whiplash in pilota poročnika Bradleyja "Rooster" Bradshawa v filmu Top Gun: Maverick.
Teller je leta 2010 debitiral v celovečernem filmu in postal prepoznaven z glavno vlogo v filmu o odraščanju iz leta 2013 The Spectacular Now in v filmski trilogiji Divergent (2014–2016). V obeh filmih je igral z Shailene Woodley. Njegova vloga v z oskarjem nagrajeni drami Whiplash iz leta 2014 je bila njegov preboj na širšo filmsko sceno in mu je prinesla slavo. Po Whiplashu je postal protagonist v več filmih, med drugim je igral v več romantičnih komedijah, filmu o superjunakih Fantastic Four (2015) in med drugim tudi v biografskih filmih War Dogs in Bleed for This iz leta 2016.
Leta 2022 je Teller igral v akcijskem filmu Top Gun: Maverick. Film je režiral Joseph Kosinski, s katerim je Teller že sodeloval pri filmu Only the Brave (2017). Par se je znova združil pri Netflixovem filmu Spiderhead (2022). Na televiziji je igral v kriminalni drami Too Old to Die Young (2019), ki je nastala pod okriljem Amazona; in Paramountovi miniseriji The Offer (2022) o Botru.